# Hugo Claus
Hugo Maurice Julien Claus (Brugge, 5. travnja 1929. – Antwerpen, 19. ožujka 2008.) bio je flamanski pjesnik, pisac, slikar, redatelj i jedan od najpriznatijih autora s nizozemskog jezičnog područja.
Claus je objavio roman Schola nostra (1971.) pod pseudonimom Dorothea van Male. Koristio se pseudonimima hugo c. van astene, Anatole Ghekiere, Jan Hyoens i Thea Streiner.
Godine 1983. objavljuje svoj najpoznatiji roman - Het verdriet van België (Tuga Belgije).
Od 1964. do 2001. snimio je šest filmova. Jedan od njih, Het sacrament, prikazan je u Un certain regard sekciji Filmskog festivala u Cannesu 1990.
Godine 1986. primio je najvažniju književnu nagradu nizozemskog jezičnog područja - De Prijs der Nederlandse Letteren.
Njegova smrt 2008. eutanazijom, koja je legalna u Belgiji, dovela je do velikih kontroverzi.